# Małgorzata opolska
Małgorzata opolska (zm. 1454) – księżna lubińska i oławska.
Małgorzata była córką księcia Bolka IV opolskiego i Małgorzaty z Gorycji. W 1426 poślubiła Ludwika III (1405-1441), księcia lubińskiego i chojnowskiego, z którym miała dwóch synów:
- Jan I lubińskiego
- Henryka X chojnowskiego[1].

Po śmierci męża w 1441 otrzymała w posagu Oławę i księstwo oławskie, gdzie panowała do swojej śmierci w 1454.